# フランシス・ドミニカ
フランシス・ドミニカ・リッチー(Frances Dominica Ritchie、1942年12月21日 - ) OBE(大英帝国勲章), 副統監(Deputy lieutenant), 王立看護大学名誉フェロー(Fellow of the Royal College of Nursing,FRCN) (Hon)は、緩和ケアを専門とする英国の看護師および英国国教会の修道女である。彼女は、重病の若者のための2つのホスピス（「"respices" - 死後も自分の人生が認められるような最後の生を生きる場所）であるヘレン&ダグラスハウスを設立した。

## 幼少・少女期
1942年12月、スコットランドのインバネスでフランシス・ドロシー・ライオン・リッチーとして生まれた彼女は、グリノックで母親と３歳まで暮らした。その土地で彼女の祖父が弁護士をし、スコットランド国教会の長老を勤めていた。父が軍を除隊すると、家族はリッチモンド、その後ローハンプトンに引っ越した。
フランシスが5歳のとき、弟のデイビッド・リッチーが生まれたが、彼には片肺しかなかった。フランシスは看護師になりたいとすでに思っていたので、家で弟の世話を手伝い、グレート・オーモンド・ストリート小児病院
の患者だった弟を見舞った。
彼女はチェルトナム・レディース・カレッジで教育を受けた後、グレート・オーモンド・ストリート小児病院に戻り、小児科看護師としての研修を受けた。研修中、彼女は一般研修を受けるため ミドルセックス病院に出向した。
リッチーは1966年に英国国教会の宗教団体であるオールセインツ・シスターズ・オブ・ザ・プアに入会した。1969年に誓願を立て、1973年に修道女に任命された。1977年、34歳で総長に選出され、12年間その地位にあった。

## ヘレンハウスホスピス
1982年、オックスフォードのオールセインツ修道院にいた頃、フランシスは2歳のヘレン・ワースウィックに触発されて、子どものためのホスピスであるヘレン・ハウスを設立した。
シスター・フランシスがワースウィックと出会った時、彼女は脳腫瘍の摘出手術を受けて、重度の後遺症が残っていた。シスター・フランシスとワースウィック、そして彼女の両親との間に育まれた友情が、世界初の子供のためのホスピスの着想の源となった。
ホスピスは、生後 16 歳までの子どもを対象に、家族の有無にかかわらずレスパイトケア、段階的な退院、終末期ケアを提供するために設立された。家族全員に必要な期間、実用的かつ感情的なサポートを提供することが、このホスピスの理念の重要な要素である。このコンセプトは、現在、すべての大陸で再現されている。

## ダグラスハウス
進行性の寿命短縮症(progressive life-shortening conditions)を患う若者が、以前よりもずっと長生きしていることに気づいたフランシス修道女は、寿命短縮症を患う 16 歳から 35 歳までの人たちのための「癒しの場」("respice" )であるダグラス ハウスを設立した。このハウスは、26 歳で亡くなるまで何度もヘレンハウスに滞在した若い男性にちなんで名付けられ、2004 年に女王とエディンバラ公が同伴してオープンした。この施設は、ヘレンハウスと同じ敷地内に建てられている。
シスター・フランシスのヘレン＆ダグラス・ハウスへの関与は、立証されていない虐待の申し立てにより2013年に終了した。彼女は起訴されることはなく、申し立てはホスピスとは関係がない。2018年、慈善団体の財政問題の中で、彼女は問題解決に貢献できるように理事としての役割を復活させるよう求めたが、これは認められなかった。
シスター・フランシスには、『Just My Reflection...子供が亡くなったときに家族が自分たちのやり方で物事を進めるのを助ける』(1997年)という著書がある。

## 評価
2004年、シスター・フランシスはBBCラジオ4の番組「デザート・アイランド・ディスクス」にゲスト出演した。シスター・フランシスはオックスフォードシャー州の副統監であり、 4つの大学から名誉学位を授与されている。1986年にテンプルトン・プロジェクト・トラスト賞を受賞し、 2006年に大英帝国勲章(OBE)を授与され、2007年にはウーマン・オブ・ザ・イヤー賞を受賞された。2012年にはヘルプ・ザ・ホスピスとナショナル・ガーデン計画から生涯功労賞を受賞しました。1982年には王立看護大学
の名誉フェローと王立小児科・小児保健大学の名誉フェローに任命された。
シスター フランシスは、REACT (Rapid Effective Assistance for Children with potentially Terminal illnessの略称、末期の可能性のある病気の子供に対する迅速で効果的な支援) の創設者である。
彼女は FACT (Falsely Accused Carers, Teachers and other professionalsの略称、誤って告発された介護者、教師、その他の専門家) の代表でもある。彼女は、オールセインツ・シスターズによって最初に設立された The Porch の理事である。この団体は、現在、路上生活や依存症から抜け出して人生を前進させたいホームレスや住居の弱い人々に終日サポートを提供する別の慈善団体として活動している。